# Aeroporto Internazionale di Rio Branco
L'Aeroporto Internazionale di Rio Branco (in portoghese Aeroporto Internacional de Rio Branco – Plácido de Castro) è uno scalo aereo brasiliano che serve la città di Rio Branco, capitale dello stato di Acre.

## Storia
L'aeroporto fu inaugurato il 22 novembre 1999.
Gestito precedentemente da Infraero, il 7 aprile 2021 Vinci ha vinto una concessione trentennale per la gestione della struttura.

### Incidenti
- 30 agosto 2002: un Embraer EMB 120ER Brasília di Rico Linhas Aéreas, immatricolato PT-WRQ, che operava il volo 4823 in rotta da Tarauacá a Rio Branco, si schianta in fase di avvicinamento a Rio Branco durante un temporale, a 1,5 km dalla pista. Dei 31 passeggeri e dell'equipaggio a bordo, 23 sono morti[2].